# Amara (Ialomița)
Pour les articles homonymes, voir Amara.
Amara est une ville roumaine située dans le județ de Ialomița.